# Gustavo Matteoni
Gustavo Matteoni (Santa Maria della Querce, 16 ottobre 1887 – Siena, 17 novembre 1934) è stato un arcivescovo cattolico italiano.

## Biografia
Nato a Santa Maria della Querce, nei pressi di Fucecchio, l'8 marzo 1920 venne nominato vescovo di Grosseto; dal 29 aprile 1924 fu chiamato a reggere anche la diocesi di Sovana-Pitigliano.
Il 3 marzo 1932 fu nominato arcivescovo coadiutore di Siena e gli venne assegnata la sede titolare di Antiochia di Pisidia; il 29 settembre dello stesso, a seguito della morte del predecessore Prospero Scaccia, divenne arcivescovo metropolita di Siena.
Morì a Siena il 17 novembre 1934, all'età di 47 anni, e fu sepolto nel sepolcreto degli arcivescovi nella cattedrale di Siena.

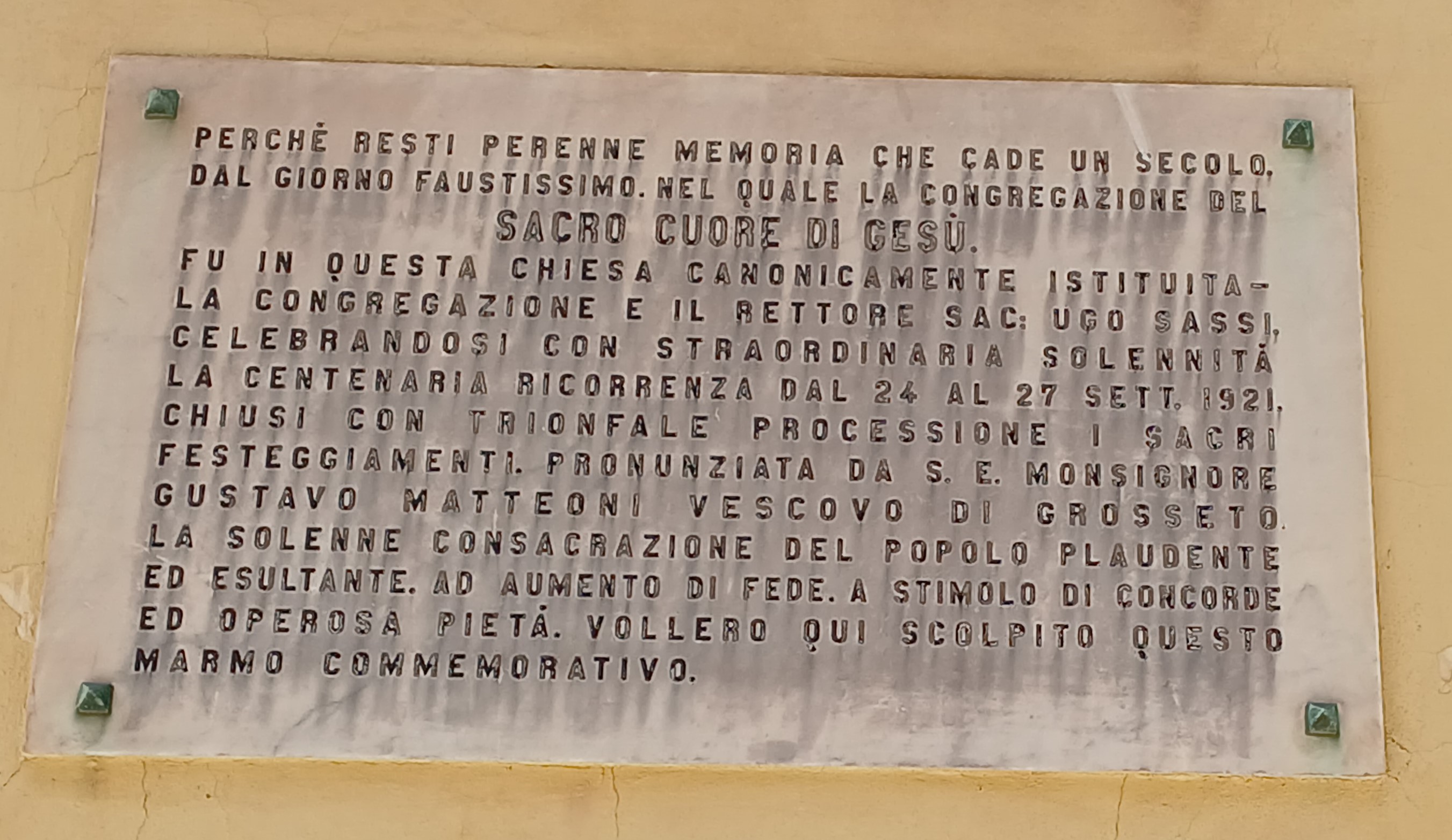
Lapide all'esterno della Chiesa del Santissimo Sacramento (Portoferraio)

## Genealogia episcopale e successione apostolica
La genealogia episcopale è:
- Cardinale Scipione Rebiba
- Cardinale Giulio Antonio Santori
- Cardinale Girolamo Bernerio, O.P.
- Arcivescovo Galeazzo Sanvitale
- Cardinale Ludovico Ludovisi
- Cardinale Luigi Caetani
- Cardinale Ulderico Carpegna
- Cardinale Paluzzo Paluzzi Altieri degli Albertoni
- Papa Benedetto XIII
- Papa Benedetto XIV
- Papa Clemente XIII
- Cardinale Marcantonio Colonna
- Cardinale Giacinto Sigismondo Gerdil, B.
- Cardinale Giulio Maria della Somaglia
- Cardinale Carlo Odescalchi
- Cardinale Costantino Patrizi Naro
- Cardinale Lucido Maria Parocchi
- Vescovo Sabbatino Giani
- Vescovo Gustavo Matteoni

La successione apostolica è:
- Vescovo Emilio Giorgi (1933)